# Nanjing Fiat Automobile

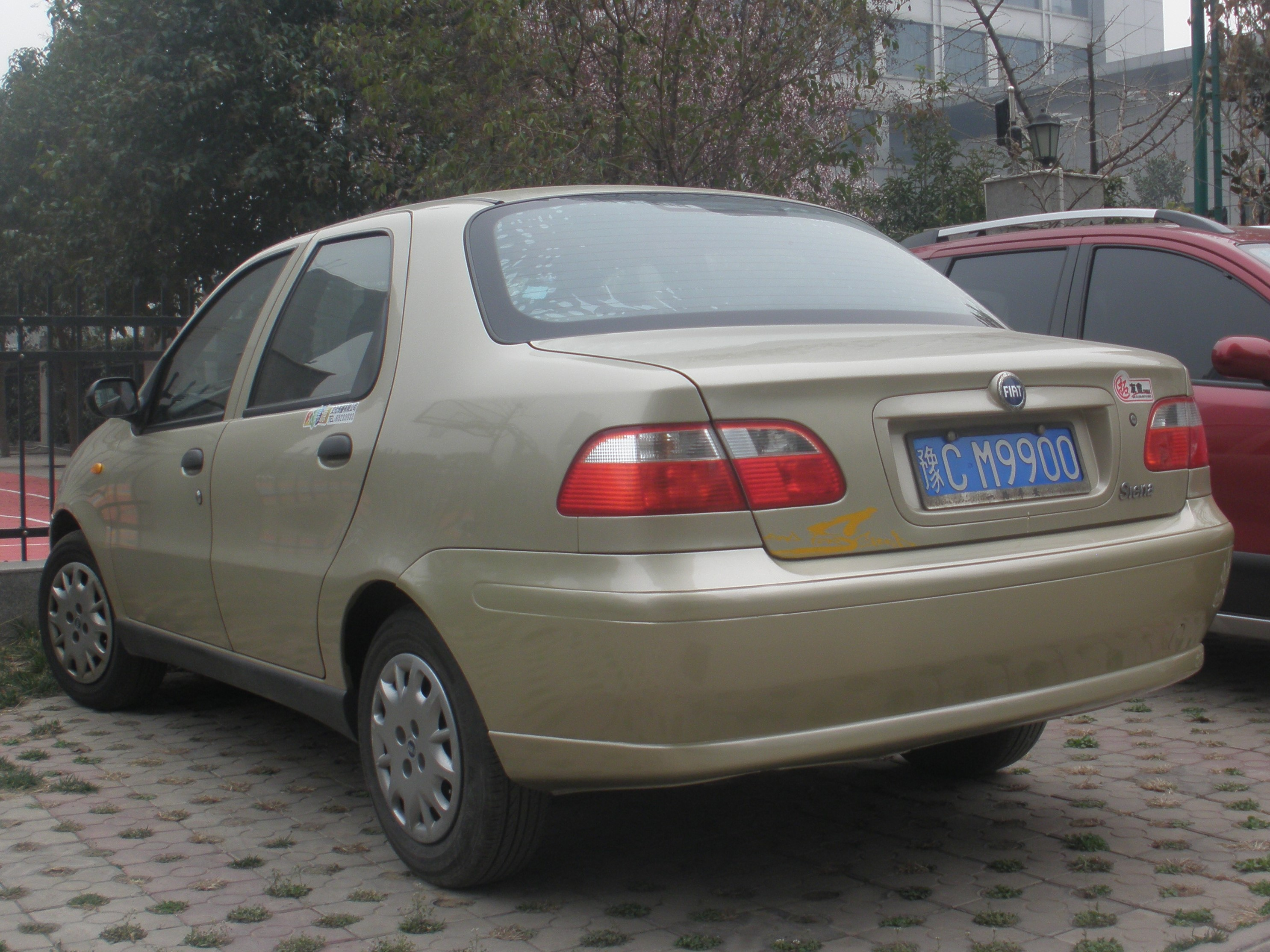
Fiat Siena

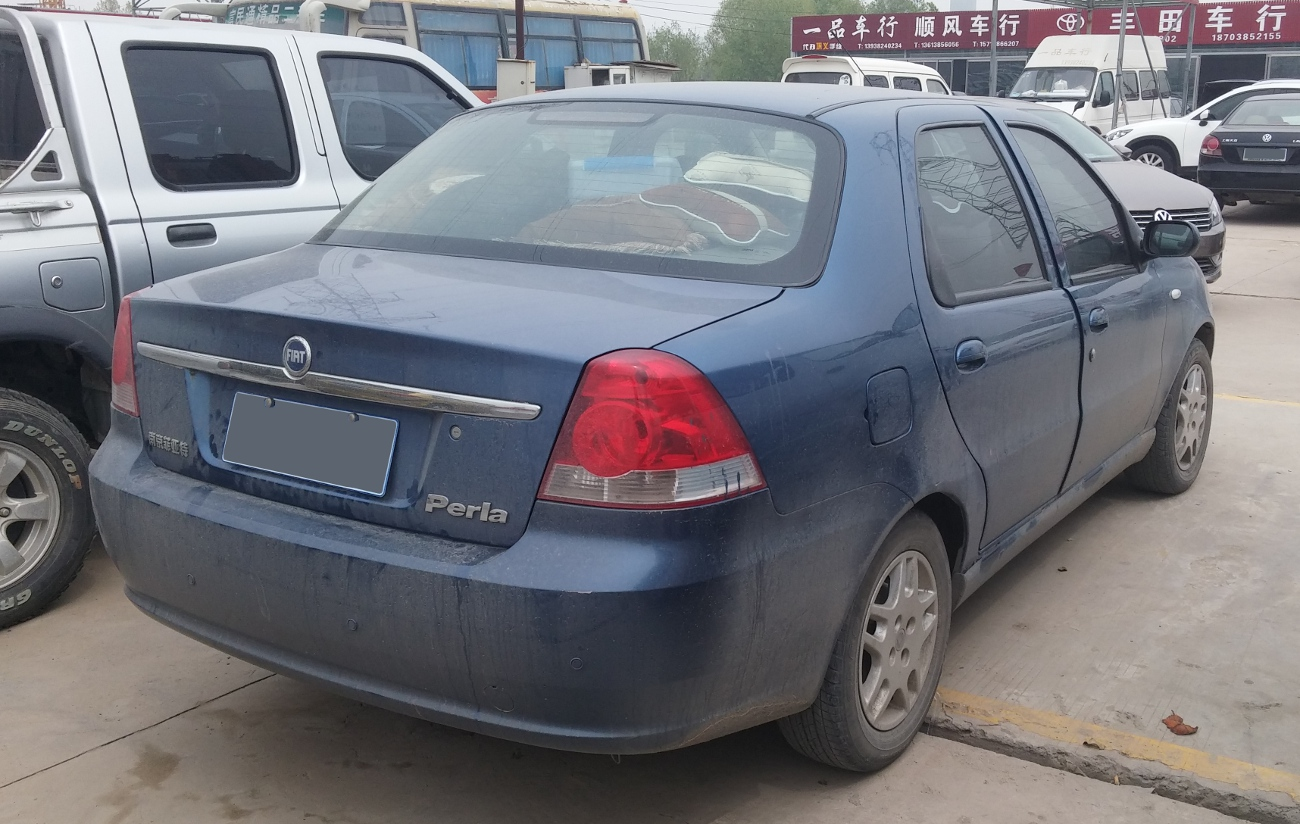
Fiat Perla

Die Nanjing Fiat Automobile Co. Ltd. bzw. Jiangsu Nanya The Car Co. Ltd. bzw. Jiangsu Nanya Auto Co. Ltd. war ein Automobilhersteller aus Nanjing in der Volksrepublik China.

## Beschreibung
Das Unternehmen wurde 1999 als ein Joint Venture zwischen Fiat S.p.A. und der Nanjing Automobile Group gegründet. Es stellte zwischen 1999 und 2003 Personenkraftwagen der Marke Zhongguo Nanjing sowie von 2001 bis 2007 Fahrzeuge der Marke Fiat her. Eine einzelne Quelle nennt ab Februar 2006 auch Nanjing Fiat.
Fiat ist seit 2010 mit GAC Fiat Automobiles erneut als chinesischer Automobilhersteller tätig.